# Galumna discifera
Galumna discifera är en kvalsterart som beskrevs av Balogh 1960. Galumna discifera ingår i släktet Galumna och familjen Galumnidae. Inga underarter finns listade i Catalogue of Life.